# 吳語亭
吳語亭（1897年6月21日—1997年12月6日），中華民國詩人、畫家、散文作家。初名玉亭，福建延陵鼇峯坊人。著有《語亭吟草》、《今國風》、《越縵堂國事日記》、《吳語亭日記》、《吳語亭畫集》等。

## 生平
吳語亭「五世科甲」世家，太高祖吳玉麟，字協書，別號素邨，乾隆舉人出身，歷任龍溪、惠安等縣教諭，後奉調台灣鳳山教諭數年後離任。高祖吳茹芝舉人、曾祖父吳宣璣進士、祖父吳頤昌（字敦溪），光緒舉人、父親吳賓駒（1872-1934，字冕昂）光緒舉人，母親吳陳瑞徽賢淑靜穆。
吳語亭自幼聰慧好學，1924年12月與陳民耿結褵後，行吟於北京、南京、青島、漢口、重慶、美國長島市、菲律賓馬尼拉、香港九龍、臺灣、來回新加坡南洋大學後長住臺灣臺北市。

## 作品年表
- 1963年：《語亭吟草》，臺北：博創印藝文化事業有限公司，1963年4月初版、2000年12月再版
- 1973年：《今國風》，臺北：台灣商務印書館，1973年
- 1978年：《越縵堂國事日記》六大鉅冊，分政治、刑法、軍事、外務、皇室等五大門類，計3914頁/補註李慈銘（1830-1894）原著《越縵堂日記》，臺北：文海出版社，1978年
- 1991年：《吳語亭日記》，臺北：文海出版社，1991年2月
- 1998年：《吳語亭畫集》/編輯者吳語亭著作編輯組，臺北：陳曼宜個人出版，1998年

## 家庭
- 吳語亭父親吳賓駒（1872-1934，字冕昂），1903光緒年中舉後任職北京工程處，民國後任職北京郵傳部。吳語亭在家為長，弟吳佑揚、吳愷兩人亦於1948年來台定居。堂叔吳藹宸（1892-1954，福建閩侯人，室名求志廬），歷任北大教授，國民政府外交部駐蘇聯布拉哥、海參崴總領事。著有《新疆變亂記》、《中蘇近代外交史》、《華北國際五大問題》，並於1947年刊行《求志廬詩》。子女四人中，長女詠香（鷗波館吳詠香女士）、次子訥孫（名作家鹿橋）。聲名大噪，歷任北大教授，國民政府外交部駐蘇聯布拉哥、海參崴總領事。
- 夫婿陳民耿初名登昊，父改其名登皞，後再改為民耿，素來靜默寡於言笑。論門第也是吳語亭表兄，屬遜清太傅陳寶琛的重姪孫。陳民耿1919年赴英入倫敦大學攻讀經濟，副修地緣政治學。1923年與吳語亭行文定之禮。至1924年學成歸國才於12月31日（農曆12月6日）與吳語亭在福州結為連理。就在當年，陳民耿由北洋軍政府司法總長林長民（1876-1925，幼名則澤，字宗孟，號苣苳子、桂林一枝室主等，福建閩侯縣人）推介為法制院參事。1926年任北京國際聯盟會總編纂，兼法政大學（北京大學之前身）教席。1928年在南京主筆《京報》（即所謂中央日報之前身）。1929年《京報》停刊，改辦《時事月報》擔任主編，並兼中央大學（南京大學之前身）教席。1930年兼任交通部法制委員會委員，後遷秘書。1934年就任資源委員會編纂職。1937年赴日內瓦參加國際聯盟大會。1940年於所主編之《時事月報》，增闢「今國風」專欄，順應詩壇愛國憂時詩人能有發表作品空間。1946年再受委任聯合國華文翻譯組主任，1948年畢職自美返台，返台途中經由菲律賓首都馬尼拉、香港九龍滯遊，後達首都南京數日即船抵基隆而住居台北。1957年則應聘赴星洲南洋大學任教。1960年1月自星返台。之後在台三十一年期間，夫妻詩畫吟咏樂在其中，不言功名利祿，只專注詩畫述志。
- 長女陳曼宜（1928-）現居美國，長男陳曼生（1935-1938）於1938年因離亂由漢口赴重慶，舟行至宜昌不幸病厄。夫婿陳民耿於1990年享年九十三在台北仙逝，1992年吳語亭年邁九十五隻身在台，受女陳曼宜邀接美國馬利蘭州侍奉，1997年6月21日親友在美國寓所歡慶祝賀過百歲壽誕。12月6日上午十時，吳語亭在睡夢中與世長辭。

## 外部連結
- [ https://web.archive.org/web/20160323174157/http://mail.nhu.edu.tw/~tlrc/index.php 嘉義南華大學台灣文學研究中心]
- [ http://libserver2.nhu.edu.tw/ETD-db/ETD-search-c/view_etd?URN=etd-0617113-162646%5B%5D 嘉義南華大學圖書館藏碩論資料]